# Ласло, Эрнест
Э́рнест Ла́сло (англ. Ernest Laszlo; 23 апреля 1898, Будапешт — 6 января 1984, Вудленд-Хиллз, Калифорния) — американский кинооператор, выходец из Австро-Венгрии. Лауреат премии «Оскар» за лучшую операторскую работу в фильме «Корабль дураков».

## Биография
Родился 23 апреля 1898 года в Будапеште. После эмиграции в США начал работать помощником оператора, дебютировав на съёмках немого фильма «Крылья» (1927). В качестве главного оператора дебютировал в 1928 году. Большинство фильмов снял с Робертом Олдричем и Стэнли Крамером. Был президентом Американского общества кинооператоров с 1972 по 1974 год.
Его сын Эндрю Ласло (1926—2011) также был кинооператором. Работал на съёмках фильмов «Воины» (1979), «Рэмбо: Первая кровь» (1982), «Улицы в огне» (1984) и др.

## Избранная фильмография
- 1947 — Дорога в Рио (реж. Норман Маклеод)
- 1949 — Жестокое обращение (реж. Льюис Р. Фостер)
- 1949 — Концы в воду (реж. Альфред Э. Грин)
- 1950 — Мёртв по прибытии (реж. Рудольф Мате)
- 1951 — М (реж. Джозеф Лоузи)
- 1951 — Колодец (реж. Лео С. Попкин и Расселл Раус)
- 1952 — Стальная ловушка (реж. Эндрю Л. Стоун)
- 1953 — Лагерь для военнопленных № 17 (реж. Билли Уайлдер)
- 1953 — Голубая луна (реж. Отто Премингер)
- 1954 — Веракрус (реж. Роберт Олдрич)
- 1955 — Целуй меня насмерть (реж. Роберт Олдрич)
- 1955 — Человек из Кентукки (реж. Берт Ланкастер)
- 1955 — Большой нож (реж. Роберт Олдрич)
- 1958 — Нападение людей-кукол (реж. Берт Гордон)
- 1960 — Пожнёшь бурю (реж. Стэнли Крамер)
- 1961 — Нюрнбергский процесс (реж. Стэнли Крамер)
- 1963 — Четверо из Техаса (реж. Роберт Олдрич)
- 1963 — Этот безумный, безумный, безумный, безумный мир (реж. Стэнли Крамер)
- 1965 — Корабль дураков (реж. Стэнли Крамер)
- 1966 — Фантастическое путешествие (реж. Ричард Флейшер)
- 1968 — Звезда! (реж. Роберт Уайз)
- 1969 — Папочка отправляется на охоту (реж. Марк Робсон)
- 1970 — Аэропорт (реж. Джордж Ситон)
- 1976 — Бегство Логана (реж. Майкл Андерсон)
- 1977 — Принцип домино (реж. Стэнли Крамер)

## Награды и номинации
- Премия «Оскар» за лучшую операторскую работу
  - Номинировался в 1961 году за фильм «Пожнёшь бурю»[5]
  - Номинировался в 1962 году за фильм «Нюрнбергский процесс»[6]
  - Номинировался в 1964 году за фильм «Этот безумный, безумный, безумный, безумный мир»[7]
  - Лауреат 1966 года за фильм «Корабль дураков»[8]
  - Номинировался в 1967 году за фильм «Фантастическое путешествие»[9]
  - Номинировался в 1969 году за фильм «Звезда!»[10]
  - Номинировался в 1971 году за фильм «Аэропорт»[11]
  - Номинировался в 1977 году за фильм «Бегство Логана»[12]